# Fortaleza Ozama
Fortaleza Ozama (Nederlands: Fort Ozama) is een 16e-eeuws fort, gebouwd door de Spaanse kolonisten nabij de Ozama, een rivier in de provincie Santo Domingo (Dominicaanse Republiek). Het fort, ook wel aangeduid als La Fortaleza, is de oudste formele militaire opbouw van Europese afkomst in Amerika. Het staat in de huidige stadswijk (barrio) Ciudad Colónial van de Dominicaanse hoofdstad Santo Domingo de Guzmán; Ciudad Colónial is in 1990 door UNESCO op de Werelderfgoedlijst is geplaatst onder de titel Koloniale stad Santo Domingo.

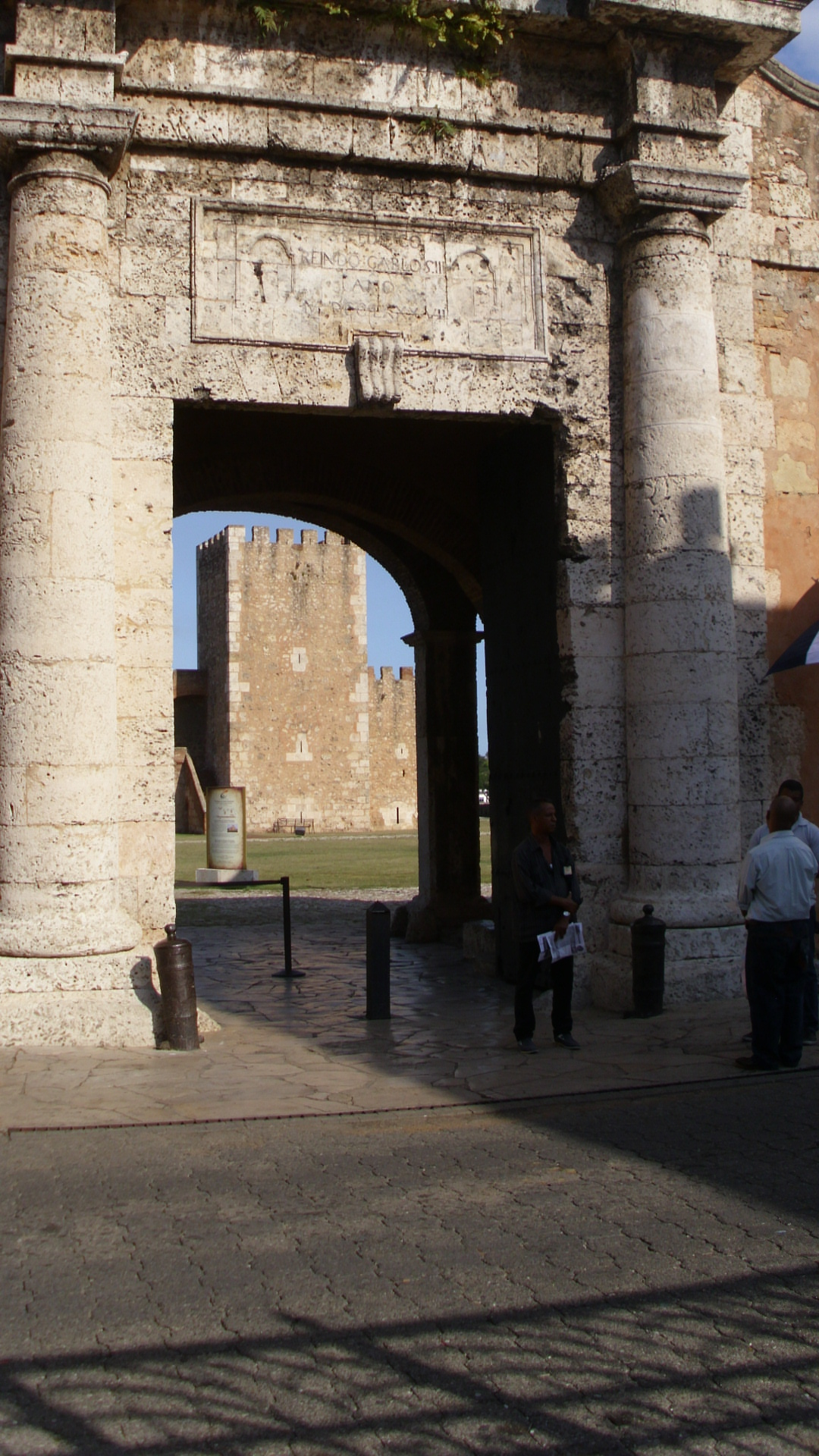
Poort van Fort Ozama

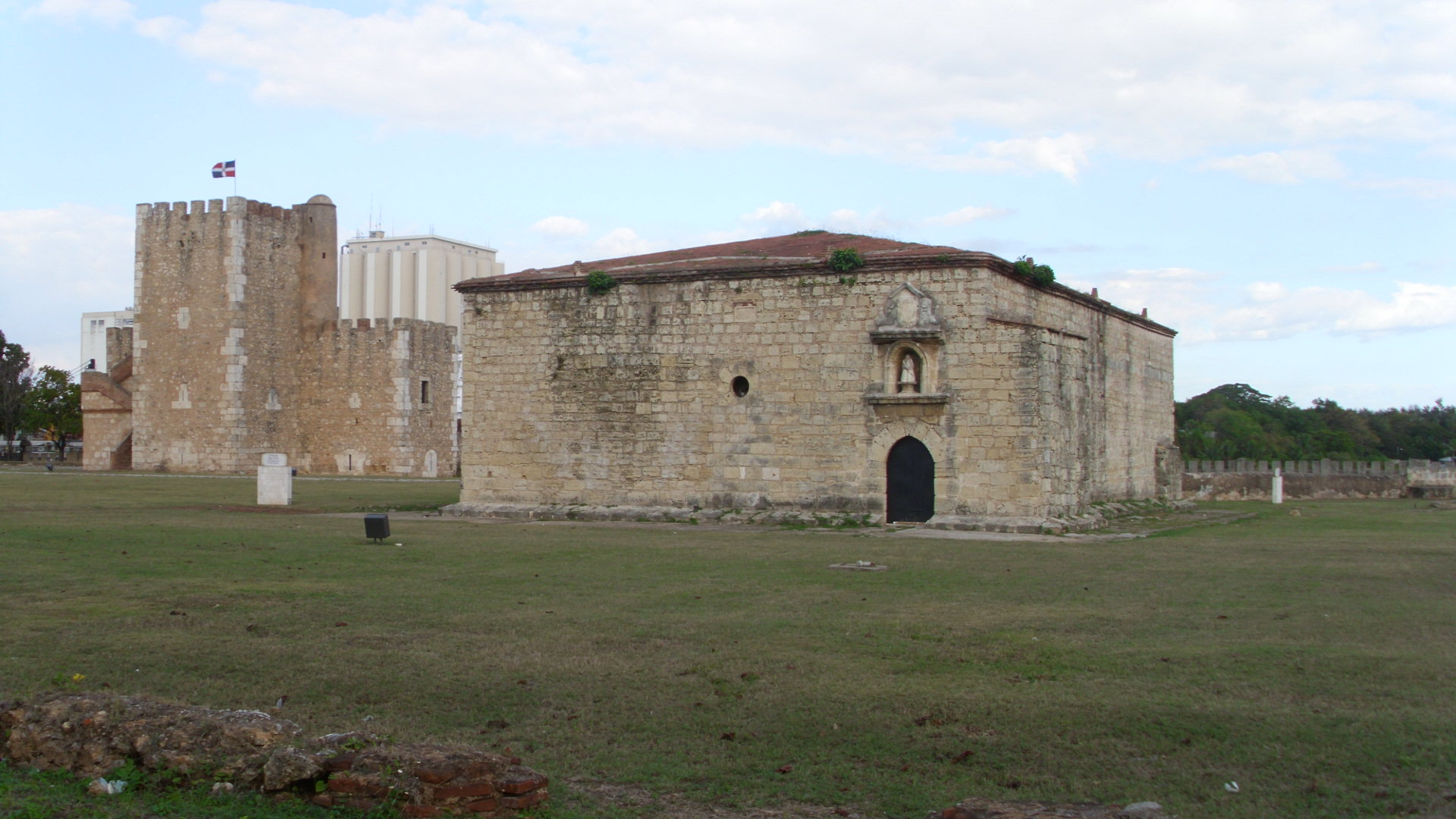
Torre de Homage en
bijgebouw (gevangenis)
kijkrichting noordoost.

De Toren van Homage staat in het midden van het terrein. Het kasteel werd ontworpen om de ingang van de haven van Santo Domingo te bewaken en de stad te verdedigen tegen vijanden vanuit zee. De bouw begon in 1502 en het werd voltooid in 1505. De poort aan de Calle las Damas is oorspronkelijk gebouwd in 1608. Het kasteel was goed genoeg gebouwd om tot de jaren 60 van de 20e eeuw als gevangenis te dienen en werd door dictator Trujillo ook als zodanig gebruikt. Toen de gevangenis werd gesloten, werd het fort gerestaureerd en opengesteld voor het publiek. La Fortaleza Ozama is gelegen aan het einde van Calle Las Damas.